# دنگی‌عباس
دنگی‌عباس، روستایی از توابع بخش مرکزی شهرستان سرپل ذهاب در استان کرمانشاه ایران است.

## جمعیت
این روستا در دهستان پشت‌تنگ قرار دارد و براساس سرشماری مرکز آمار ایران در سال ۱۳۸۵، جمعیت آن ۱۶۱ نفر (۳۵خانوار) بوده‌است.
مردمان این روستا پیرو آیین یارستان(یارسان یا اهل حق) هستند.از اطراف به روستاهای دنگی علی بگ و سرآواره نجفی نزدیک است. متأسفانه به دلیل جمعیت کم هیچ گونه مرکز آموزشی(مدرسه) در این روستا وجود ندارد.